# Josip Elez
Josip Elez (Split, 1994. április 25. –) horvát labdarúgó, a Hajduk Split játékosa.

## Sikerei, díjai
HNK Rijeka
- Horvát bajnok: 2016–17
- Horvát kupa: 2016–17

Hajduk Split
- Horvát kupa: 2021–22